# Mercat el Tren
El Mercat el Tren és una obra del municipi de Mataró (Maresme) inclosa en l'Inventari del Patrimoni Arquitectònic de Catalunya.

## Descripció
Construcció de planta rectangular longitudinal, coberta per una teulada plana, al centre de la qual s'aixeca una volta de canó que ocupa tota la seva llargària. Consta d'un passadís central i una filera de parades de venda a cada costat; per la banda exterior també hi ha parades. Les parades estan separades per unes columnetes de ferro colat que suporten la teulada. El conjunt destaca especialment per la seva volta, que també serveix de ventilació una vegada tancades les parades. Està realitzada amb rajoles que formen franges de colors que li donen vistositat.

## Història
Edifici molt característic de Mataró, rep el nom popular d'«El Tren» per la seva forma allargada.
Fou realitzat per l'arquitecte Emili Cabanyes i Josep Puig i Cadafalch l'any 1892. El 1979 fou restaurat pels arquitectes Isidre Molsosa i Montserrat Torres.